# شهرستان المحویت
ناحیهٔ المحویت (به عربی: مدیریة المحویت) یک ناحیه در یمن است که در استان محویت واقع شده‌است.

## خصوصیات
ناحیهٔ المحویت ۵۰٬۵۲۶ نفر جمعیت دارد.